# Анвар Путра Баю
Анвар Путра Баю (индон. Anwar Putra Bayu; р. 14 июня 1960 г., Медан, Северная Суматра) — поэт и деятель культуры Индонезии.

## Краткая биография
В связи с переездом семьи учился в средних школах в Джакарте, Медане и Палембанге. Его желание учиться в Институте искусств Джакарты не было реализовано из-за нехватки средств. Сменил много профессий, включая строительного рабочего. В конце концов остановился на журналистике. Был редактором отдела культуры таблоида «Медиа Гуру» (1989-1991), главным редактором журнала «Динамика» (1990), редактором журнала «Вето» (2001), членом редколлегии журнала «АТЛ» (1999), главным редактором журнала «ЛБХ» в Палембанге (2005). В 2009-2010 преподавал журналистику в университете «Бина Дарма» (Палембанг). Является основателем ряда творческих организаций: «Культурный форум реки Муси» (1990), «Форум изучения культуры» (1991-1995), Книжный фонд Индонезии (2000) и др. В 1999 г. возглавлял независимую комиссию наблюдателей за выборами 1999 г. на Южной Суматре .

## Творчество
Первое произведение опубликовал в 1978 г. в газете «Васпада» . Пишет рассказы, стихи, пьесы, эссе, которые публикуются в индонезийских газетах и журналах, а также коллективных сборниках (более 20) и авторских антологиях: «Заметки для пилигримов» (1994), «Его высочество Раджа» (1997), «В конце» (2007), «Обряд ножа» (2014). Принимает участие в поэтических фестивалях в стране и за рубежом. В стихах поднимает проблемы современного ему общества и взаимоотношений между людьми .
Наряду с этим является театральным активистом: ставит пьесы и играет в них. В 1980 г. совместно с Вахидом Ханторо основал в Палембанге театральную студию “SAS”, а в 1984 г. – студию «Potlot» (Карандаш). Среди осуществленных им постановок «Мнимый больной» Мольера (1983), «Джака Таруб» Ахудиата (1988), «Лисисастра» Аристофана (1990, 1993), а также пьесы собственного сочинения: «Вонг-Вонг» (Wong-Wong), «Статуя в парке» (Patung di Taman), «Свет в пустом пространстве» (Cahaya dan Ruang Kosong), «Мимикрия» (Mimikri), «Стул» (Kursi).

## Награды
- Премия за лучшую пьесу («Вонг-Вонг») на Театральном фестивале Южной Суматры (1987)
- Литературная премия губернатора Южной Суматры (2002) [4].
- Премия Литературного сообщества Индонезии (2013)
- Премия «Махраджан» (Сабах, Малайзия, 2016)

## Основные публикации
- Catatan Bagi Orang-Orang Berzirah. Palembang: Yayasan Izma, 1994 (стихи).
- Sang Paduka Raja. Palembang: Yayasan Orde, 1997 (рассказы).
- Pada Akhirnya. Palembang: Yayasan Orde, 1999 (стихи).
- Berdayung. Palembang: Unanti Press, 2001 (публицистика).
- Potret Pemimpin yang Merakyat. Palembang: Yayasan Pustaka, 2003 (публицистика).
- Pada Akhirnya.Yogyakarta: Hilayat Publishing, 2007 (стихи).
- Ritus Pisau. CreateSpace Independent Publishing Platform, 2014 (стихи).

## Семья
- Отец Бахауддин (Bahauddin)
- Мать Сити Амна (Siti Amnah)

## Переводы стихoв поэта на русский язык
- Мы пытаемся поменяться местами (Aku dan Kau Mencoba Menukar Tempat); Воспоминание (Kenangan); Алтарь поклонения (Meja Persembahan) [5].